# Martindale (Texas)
Pour les articles homonymes, voir Martindale.
Martindale est une ville située au nord-ouest du comté de Caldwell, au Texas, aux États-Unis,. La ville est fondée en 1855 et incorporée en 1982.

## Démographie
Lors du recensement de 2010, la ville comptait une population de 1 116 habitants. Elle est estimée, le 1er juillet 2019, à 1 253 habitants.

### Source de la traduction
- (en) Cet article est partiellement ou en totalité issu de l’article de Wikipédia en anglais intitulé « Martindale, Texas » (voir la liste des auteurs).